# プピポー!
『プピポー！』は、押切蓮介による日本の漫画、及びそれを原作としたテレビアニメ。2007年4月12日から2009年8月5日まで無料ウェブコミック誌『FlexComixブラッド』（フレックスコミックス）にて連載された。単行本は全3巻。
2013年12月から2014年3月にかけて5分枠でテレビアニメが放送された。現在はこのアニメ化に合わせて『COMIC メテオ』（アプリックス）にて無料再配信が行なわれている。

## 概要
Yahoo!コミック内で展開していた無料ウェブコミック誌『FlexComixブラッド』（フレックスコミックス）にて2007年4月12日から2009年8月5日まで連載されたロー・ファンタジー作品。出版社によるジャンル紹介においても「ハートフルホラーコメディシリアス漫画」と銘打たれている。過去に「妖怪雀荘」（短編集『ドヒー!おばけが僕をぺんぺん殴る!』収録）作中に初登場し、以来『でろでろ』、『ぼくと姉とオバケたち』等の作品にもポスターの絵などの形でひっそりと登場し、地味に人気を出していたキャラクター「プピポー」を準主役級に据えている。なお連載終了後の2009年12月18日には第1話のセリフ部分に声優が声を入れる+Voice版が配信されたが、後述するアニメ版の声優とは人選が異なっている。
2013年3月13日から同年6月13日にかけては、押切蓮介まつりと題して無料ウェブコミック誌『COMIC メテオ』（アプリックス）にて押切作の「猫背を伸ばして」と共に無料再配信が行なわれた（『COMIC メテオ』は2012年9月に『FlexComixブラッド』を吸収合併している）。この再配信終了から約5ヶ月後の2013年11月18日には本作のテレビアニメ化が発表。これは『FlexComixブラッド』での連載終了から約4年後の出来事であり、現在はこのアニメ化に合わせて『COMIC メテオ』にて2度目の無料再配信が行なわれている。

## あらすじ
若葉は生まれつき“人には見えないモノ”が見えてしまう体質。そのせいで、家族・クラスメイトと馴染めない日々が続いていた。そんなある日、道端で「プピポー！」と叫ぶ、謎のピンクのフカフカ生物を拾ったその日から、彼女の日常は変化していく。

## 登場キャラクター
※声は+Voice版 / TVアニメ版の順。1人だけの場合はTVアニメ版を示す。

### 主要キャラクター
姫路若葉（ひめじ わかば）
声 - 中原麻衣 / 佐々木詩帆
本作の主人公で、霊感体質の女の子。小学5年生。おとなしい性格。周囲から気味悪がられており、迫害の対象にされたりする。ポーちゃんと出会い、触れ合いが少しずつ彼女を変えていく。
ポーちゃん
声 - 五十嵐浩子 / 森千早都
「プピポー！」と叫ぶ謎の生物。カタコトで喋り、ピンク色でフカフカ。不思議な力を使う。

### 若葉の近親者
パパ
声 - 野坂尚也 / 藤原啓治
若葉の父親。愛する娘のため、動物嫌いをガマンし、ポーちゃんを飼うことを許す。職業は画家で、爆散先生を師にしているため、かなりシュールな作風を描いている（スランプの時はプロ並みの画力を見せるが、自身の作風ではないと否定している）。
ママ
声 - 南岡絵里 / みさお
若葉の母親。温厚な性格をした主婦。夫とは違い比較的常識人で、彼の将来を嘆いたりする。
爆散先生（ばくざんせんせい）
声 - 宮澤正
有名画家でパパの師。霊感体質が備わっており、ぽーちゃんを「男の子」と見ているため「ポー君」と呼んでいる。かつて妻への思いを断ち切るために感情をぶつけながら絵を描いた際、自らの絵に引きずり込まれ忘却の最果てにたどり着き、前を見て生きるため妻に対する思いを葬った過去を持つ。

### 同級生たち
東礼子（あずま れいこ）
声 - 後藤麻衣
オカルト好きな転校生の眼鏡っ娘。若葉とポーちゃんの大事なお友だち。通称「あーちゃん」。周囲から気味悪がられているが、根は熱く活発明朗な性格。また、そっくりな両親（前田弘喜（パパ）、大塚琴美（ママ））が登場している。
園田美代理（そのだ みより）
声 - 大久保英恵
クラスにおける若葉イジメのリーダー格の少女。取り巻きのえっちゃん（声 - 藤村鼓乃美）、さっちゃん（声 - 佐藤恵）からは「ミヨちゃん」と呼ばれている。取り巻きを率いて若葉を迫害するが、ドジっ娘であることもありツメの甘さが見え隠れしている。別のクラスの結城に好意を寄せており、小学3年の時に告白したが玉砕している。釣りを趣味にしている。
雨山良平（あめやま りょうへい）
声 - 伊藤節生
若葉のクラスメイトの男子。ある日を境に若葉へのイジメ（ちょっかい）を行うが、それは恋愛感情を疎む悪霊によるものだった。美代理同様、性格は決して良くないが、男気ある一面を見せる。
結城直哉（ゆうき なおや）
声 - 大塚琴美
若葉と同じ霊感体質の少年。霊に触られると、触った零体の過去を見ることができる。ポーちゃんに触られたことをきっかけに、ポーちゃんや若葉と親交関係を持つようになる。若葉と同様、ポーちゃんに懐かれている。

### 忘却の最果ての住民
ハル
声 - 皆川純子
忘却の最果てに暮らす鳥人間の少女。足は鳥そのもので、両手を羽に変え飛行することができる。
アマナス・ドン・ペスカトーレ
声 - 飛田展男
忘却の最果てにて「王」「独裁者」を自称する本名不明の男。自ら引いてきた転生の泉の水を利用し、自分の配下に生まれ変わらせている。
グェロロゲェエロッ
声 - 金尾哲夫
忘却の最果てに暮らすしゃべるカエル。おしゃべりな性格。忘却の最果ての仕組みに詳しく、ぽーちゃんの正体を知っている。
王狼石（おうろうせき）
忘却の最果てに暮らす巨漢の石のお化け。無口な性格。グェロロゲェエロッと行動を共にしている。アニメでは未登場。
カナブン
声 - 田中誠人
アマナスの配下。

## 用語
極楽への旅支度
黄泉に着いた人間が必ず行う行事。カバンや食料、事故で失った体などを備えて橋を渡ると、極楽（天国）で第二の人生を送るようになる。また、生前心についた汚いモノ（生への執着）を洗いざらい落とすこともあり、自分を死に追いやった者を恨んでいると更生施設に捕獲される（最悪の場合、地獄へ送還される）。
忘失の間
人々から忘れ去られ捨てられていったものがたどり着く場所。ここに来たものはこの世との決別を果たし、「忘却の最果て」に流れ着く。なお、その場所には番人にあたる駄菓子屋のおばちゃんが暮らしている。
忘却の最果て
この世ともあの世ともつかない、忘れ去られ捨てられていったものが再生を果たすことができる世界。ここに来たものの魂は輪廻転生の泉に集まり現世での再生を果たす。中には異形のものに転生した後、現世での秩序を乱すことと、現世に戻る意思を持たないことから留まり、そのままこの世界に暮らすものがいる（ただし、現世へ強行突破するものもいる）。
輪廻転生の泉
「生まれ変わり」を促す泉で、忘却の最果てにたどり着いたものが再生を行うために集まる場所。時折生身の人間がここに訪れ、自ら望んだ身体に生まれ変わってる。

## 単行本

### 旧版
現在は後述の理由により絶版。
- 押切蓮介 『プピポー！』 発行：フレックスコミックス / 発売：ソフトバンククリエイティブ 〈Flex Comix〉、全3巻
  1. 2008年3月6日発売、ISBN 978-4-7973-4703-6
  2. 2009年1月7日発売、ISBN 978-4-7973-5217-7
  3. 2009年11月12日発売、ISBN 978-4-7973-5728-8

### 再版
フレックスコミックスより発行される全ての書籍の発売元が2012年2月1日より変更されたことに伴う再版。そのため本自体は奥付と出版社表記及びISBN以外に変更は無く、重版的な意味合いで出版されたものである。
- 押切蓮介 『プピポー！』 発行：フレックスコミックス / 発売：ほるぷ出版 〈Flex Comix〉、全3巻
  1. 2012年2月1日発売、ISBN 978-4-593-85617-6
  2. 2012年2月1日発売、ISBN 978-4-593-85618-3
  3. 2012年2月1日発売、ISBN 978-4-593-85619-0

## テレビアニメ
2013年12月20日よりテレビ東京の関東ローカルにて5分枠で放送された。当初は2014年1月3日からのスタートだったが、諸事情により2013年12月20日に変更となっている。
当時は新人であった佐々木詩帆が姫路若葉役を演じている他、ベテラン声優が「忘却の最果て」の住民役で出演している説がある。
本放送当時はパッケージ化はなされなかったが、2018年8月8日にBD(FFXC-0002)およびDVD(FFBC-0020)が発売予定。
民放で12月スタートの非アニメ枠を放送するのは『マドモアゼル通り』（読売テレビ）以来41年ぶりで、民放が1月からの開始が非アニメ枠が予定より1ヶ月前倒しで放送されるのは『俺はご先祖さま』（日本テレビ）以来32年ぶりとのことである。

### スタッフ
- 原作・エンディングイラスト - 押切蓮介（WEBコミック「COMIC メテオ」掲載）
- 監督 - 鈴木薫
- 企画 - 郡山龍
- エグゼクティブプロデューサー - 三浦亨
- シリーズ構成・脚本 - 中條元史
- キャラクターデザイン - 横田拓己
- 美術監督 - 榊枝利行（アートチーム・コンボイ）
- 色彩設計 - 山本未有
- コンポジットディレクター - 德田千明
- 編集 - 右山章太
- 音響監督 - 藤原啓治
- 音楽 - 森英治
- 音楽プロデューサー - 矢部敦志
- 音響制作 - AIR AGENCY
- プロデューサー - 岩崎善浩、鈴木良兵
- アニメーションプロデューサー - 先川幸矢
- アニメーション制作 - AIC PLUS+
- 製作 - AIC

### 楽曲
「Shred Gear Rhapsody」
ピカソによるテーマソング。作詞・作曲は辻畑鉄也、編曲は森英治。
「永遠の記憶に印させて」
瑞沢渓による第5話エンディングテーマおよび最終回挿入歌。作詞はかの香織、作曲は荒木真樹彦、編曲は嘉多山信。

### 各話リスト
| 話数   | サブタイトル             | 絵コンテ | 演出              | 作画監督            |
| ------ | ------------------------ | -------- | ----------------- | ------------------- |
| 第1話  | わかばと夕日と謎の生物   | 鈴木薫   | 鈴木薫            | 永治健太            |
| 第2話  | あずまのあーちゃん       | 鈴木薫   | 鈴木薫            | 原泰也              |
| 第3話  | 青春、それは君が見た夕日 | 鈴木薫   | 鈴木薫            | 渡辺奈月            |
| 第4話  | 暗い日曜日               | 玉川真人 | 宇都宮正記        | 荒木裕              |
| 第5話  | 線路は続くよ、あの世まで | 玉川真人 | 宇都宮正記        | 牧野竜一            |
| 第6話  | 類は友を遠ざける         | 玉川真人 | 中川淳 鈴木薫     | 中谷友紀子          |
| 第7話  | 見えない戸惑い           | 玉川真人 | 中川淳 宇都宮正記 | 永治健太            |
| 第8話  | 闇の中の灯火             | 望月智充 | 鈴木薫            | 原奏也              |
| 第9話  | 夏の前                   | 望月智充 | 鈴木薫            | 中谷友紀子          |
| 第10話 | 亡失の最果て             | 加藤誠   | 加藤誠            | 中谷友紀子          |
| 第11話 | 光降る地にて             | 加藤誠   | 加藤誠            | 永冶健太            |
| 第12話 | ウマレカワリ             | 沖田宮奈 | 宇都宮正記        | 原奏也              |
| 第13話 | 輪廻転生の泉             | 加藤誠   | 宇都宮正記        | 中谷友紀子 渡辺奈月 |
| 第14話 | 崩壊                     | 鈴木薫   | 鈴木薫            | 牧野竜一            |
| 第15話 | 夏の終わりに             | 鈴木薫   | 鈴木薫            | 横田拓己            |

### 放送局
| 放送地域   | 放送局             | 放送期間                                     | 放送日時                              | 放送系列         | 備考                                               |
| ---------- | ------------------ | -------------------------------------------- | ------------------------------------- | ---------------- | -------------------------------------------------- |
| 関東広域圏 | テレビ東京         | 2013年12月20日 - 2014年3月28日               | 金曜 25:53 - 26:00                    | テレビ東京系列   |                                                    |
| 日本全域   | ニコニコチャンネル | 2013年12月20日 - 2014年3月28日               | 金曜 26:00 更新                       | ネット配信       | 「テレビ東京あにてれチャンネル」内 最新話1週間無料 |
| 日本全域   | AT-X               | 2014年1月6日 - 3月31日 2014年4月7日・4月14日 | 月曜 23:10 - 23:15 月曜 22:25 - 22:30 | アニメ専門CS放送 | リピート放送あり                                   |